# The Tatum Group Masterpieces
The Tatum Group Masterpieces zijn een serie albums van Art Tatum voor het Pablo Label.
De producent is Norman Granz. The Tatum Group Masterpieces bevat een aantal cd’s die zéér bekend zijn geworden en die door velen worden gezien als absolute meesterwerken. Op alle cd’s zijn ook grootheden te horen uit de jazz zoals Benny Carter, Roy Eldridge, Lionel Hampton, Buddy Rich, Harry Edison, Barney Kessel, Jo Jones, Buddy DeFranco en Ben Webster.  
Minder bekend, maar minstens zo belangrijk was bassist Red Callender die op vier van de acht albums contrabas speelt.
Er zijn in totaal 8 albums voor de serie opgenomen in een periode van 2 jaar tussen 1954 en 1956. In die tijd werden ook The Tatum Solo Masterpieces opgenomen.
Tatum overleed in 1956.

## Volume 1
De eerste cd uit de serie werd opgenomen in 1954. Tatum speelt hier met Benny Carter op altsaxofoon en Louie Bellson op drums. Het werd opgenomen in Los Angeles op 25 juni 1954.
Hoewel het niet als het beste album uit de serie wordt gezien wordt het toch beschouwd als een opname waarin twee grote muzikanten samenspelen waardoor een ingewikkeld, afwisselend en vernieuwend album ontstond. Tatum en Carter werden rond dezelfde periode geboren en hebben beide dezelfde ontwikkelingen binnen de jazz meegemaakt en er zelf dingen aan toegevoegd. De totale opname duurt 72 minuten.
Tracklist:
- 1. Blues In C
- 2. Undecided
- 3. Under A Blanket Of Blue
- 4. Blues In B Flat
- 5. A Foggy Day
- 6. Street Of Dreams
- 7. S’Wonderful
- 8. Makin’ Whoopee
- 9. Old Fashioned Love
- 10. I’m Left With The Blues In My Heart
- 11. My Blue Heaven
- 12. Hands Across The Table
- 13. You’re Mine You
- 14. Idaho

## Volume 2
Het tweede album werd opgenomen in Los Angeles in Maart 1955. Tatum speelt hierop met Roy Eldridge op trompet, John Simmons op contrabas en Alvin Stoller op drums. Hoewel de opnames niet erg opvallend zijn worden Night & Day en In A Sentimental Mood toch als meesterwerken gezien. Tatum nodigde Eldridge uit vanwege zijn interessante improvisaties en zijn enorme talent. De totale opname duurt 48 minuten.
Tracklist:
- 1. Night & Day
- 2. I Won’t Dance
- 3. In A Sentimental Mood
- 4. The Moon Is Low
- 5. Moon Song
- 6. You Took Advantage Of Me
- 7. This Can’t Be Love
- 8. I Surrender Dear
- 9. I Won’t Dance (alternate take)
- 10. In A Sentimental Mood (alternate take)

## Volume 3 en 4
Het derde en vierde album werden opgenomen in Los Angeles op 1 augustus 1955. Tatum speelt hier samen met Lionel Hampton op vibrafoon en Buddy Rich op drums. Art Tatum wilde altijd al met Hampton spelen sinds hij hem in Oktober 1930 op voor het eerst vibrafoon hoorde spelen. Daarvoor drumde Hampton bij Louis Armstrong’s band. Buddy Rich werd gezien als de beste drummer en heeft ook meerdere solo’s op beide albums. De totale opname duurt op het derde album 46 minuten en op de vierde 57 minuten.
Tracklist Volume 3:
- 1. What Is This Thing Called Love
- 2. I’ll Never Be The Same
- 3. Makin’ Whoopee
- 4. Hallelujah
- 5. Perdido
- 6. More Than You Know
- 7. How High The Moon
- 8. Hallelujah

Tracklist Volume 4:
- 1. This Can’t Be Love
- 2. Stars Fell On Alabama
- 3. Lover Man
- 4. Prisoner Of Love
- 5. Love For Sale (concept I)
- 6. Love For Sale (concept II)
- 7. Body & Soul
- 8. Please Be Kind
- 9. This Can’t Be Love (alternate take)

## Volume 5
Het vijfde album uit de serie werd in Los Angeles op 7 september 1955. Tatum werd vergezeld door Lionel Hampton op vibrafoon, Harry Edison op trompet, Barney Kessel op gitaar, Red Callender op contrabas en Buddy Rich op drums. Dit sextet was verrassend voor Tatum die meestal solo speelde en af en toe met een trio. Het verraste ook het publiek maar viel toch in de smaak. De opname duurt in totaal 60 minuten.
Tracklist:
- 1. Verve Blues
- 2. Plaid
- 3. Somebody Loves Me
- 4. September Song
- 5. Deep Purple
- 6. September Song (alternate take)
- 7. What Is This Thing Called Love
- 8. What Is This Thing Called Love (alternate take)

## Volume 6
Het zesde album uit de reeks werd opgenomen op 27 januari in 1956 in Los Angeles.
Het album bestaat slechts uit Tatum zelf, Red Callender op contrabas en Jo Jones op drums.
Dit album wordt door velen gezien als het beste werk uit de reeks en door sommige als het beste van Tatum ooit. Het is het enige album waarop Tatum met alleen een bassist en drummer speelt. Hij had eerder al een trio, maar deze bestond uit een gitarist en bassist.
Door de kleine bezetting wordt er bijna alleen door Tatum gesoleerd waardoor de nadruk meer op zijn creatieve solo’s wordt gelegd. De opname duurt in totaal 46 minuten.
Tracklist:
- 1. Just One Of Those Things
- 2. More Than You Know
- 3. Some Other Spring
- 4. If
- 5. Blue Lou
- 6. Love For Sale
- 7. Isn’t It Romantic
- 8. I’ll Never Be The Same
- 9. I Guess I’ll Have To Change My Plans
- 10. Trio Blues

## Volume 7
Het zevende album werd opgenomen op 6 februari, 1956 in Los Angeles.
Tatum speelt hier met Buddy DeFranco op klarinet, Red Callender op contrabas en Bill Douglass op drums. Men had verwacht dat het album moeilijk zou verkopen omdat rond deze tijd de klarinet niet populair meer was en er andere instrumenten populair werden zoals de saxofoon. Dit kwam klarinettist Buddy DeFranco slecht uit en hij had het dan ook moeilijk. 
Toch werd hij door Tatum uitgenodigd om met hem te komen spelen, omdat DeFranco een enorm talent had. Het resultaat verbaasde iedereen. Het werd een plaat die bij vele kritische jazz-luisteraars in de smaak zou vallen. De opname duurt in totaal 59 minuten.
Tracklist:
- 1. Deep Night
- 2. This Can’t Be Love
- 3. Memories Of You
- 4. Once In A While
- 5. A Foggy Day
- 6. Lover Man
- 7. You’re Mine You
- 8. Makin’ Whoopee
- 9. Deep Night (alternate take)
- 10. Once In A While (alternate take)
- 11. This Can’t Be Love (alternate take)

## Volume 8
De achtste en laatste opname vond plaats op 11 september, 1956 in Los Angeles.
Tatum speelde op deze plaat met Ben Webster op tenorsaxofoon, Red Callender op contrabas en Bill Douglass op drums. Deze opname is samen met de zesde het bekendst geworden en wordt net als deze zesde als de beste uit de reeks gezien. Dit komt waarschijnlijk ook door de aanwezigheid van Ben Webster, die op dat moment op z’n hoogtepunt was. Tatum zou nog datzelfde jaar sterven op 5 november. De totale duur van de opname is 58 minuten.
Tracklist:
- 1. Gone With The Wind
- 2. All The Things You Are
- 3. Have You Met Miss Jones?
- 4. My One And Only Love
- 5. Night And Day
- 6. My Ideal
- 7. Where Or When
- 8. Gone With The Wind (alternate take)
- 9. Gone With The Wind (alternate take 2)
- 10. Have You Met Miss Jones? (alternate take)